# Pečora (Komi, Rusija)
Pečora je ime gradića u republici Komi, u Rusiji. Nalazi se na rijeci Pečori, nedaleko sjevernog dijela Urala. Sjedište je istoimenog rajona. Zemljopisni joj je položaj 65°11' sjeverne zemljopisne širine i 57°11' istočne zemljopisne dužine.
Broj stanovnika:
- 1996.: 62.000
- 2001.: 57.400

Grad je osnovan 1949. godine, a iste godine je i dobio status grada.
Pečora je važno regionalno prometno čvorište za cestovni promet. 588 km sjeveroistočno udaljen grad Syktyvkar je glavno sjedište istoimene regije.